# 子育てごっこ
子育てごっこ（こそだてごっこ）は、三好京三原作の小説および、それを基にして製作された映画作品である。

## 原作
- 1976年・文藝春秋初刊
- 第41回文學界新人賞・第76回直木賞受賞

作者の三好が岩手県衣川村（現・奥州市衣川）の旧衣川小学校大森分校の教師であった時に、作家のきだみのるの娘（広瀬千尋）を引き取った実体験がベースになっている。

## 映画
1979年公開。牛原千恵のデビュー作であり、その演技力が評判になった。

### キャスト
- 吉井信吉：加藤剛
- 吉井容子：栗原小巻
- 星沢卓見：加藤嘉
- 星沢吏華：牛原千恵
- 中川敏江：渡辺美佐子
- 立野：財津一郎
- 石出正吉：福田豊土
- 石出咲子：高山真樹
- 佐藤老人：山谷初男
- おてる：野村昭子
- 編集者：永井智雄
- とめ：牧よし子
- 牧村：原田清人
- 森下哲夫
- 劇団ひまわり

### スタッフ
- 監督：今井正
- 脚本：鈴木尚之
- 脚本協力：大原清秀
- 音楽：池辺晋一郎
- 現像：東京現像所
- ロケ協力：岩手県衣川村（現・奥州市衣川）
- スタジオ：大映撮影所
- プロデューサー：本田延三郎、松木征二、三浦大四郎
- 製作：五月舎、俳優座映画放送